# 吕滕
吕滕（德語：Rüthen，發音：[ˈʁyːtn̩] ⓘ）是德国北莱茵-威斯特法伦州阿恩斯贝格行政区索斯特县的城市，面积158.15平方千米，2023年12月31日人口为11,049人。